# 104-й меридіан західної довготи
104-й меридіан західної довготи — лінія довготи, що лежить на 104 градуси західніше Гринвіцького меридіана. Вона проходить від Північного полюса через Північний Льодовитий океан, Північну Америку, Тихий океан, Південний океан та Антарктиду до Південного полюса.
В США західні кордони штатів Північна Дакота, Південна Дакота і Небраска та східні кордони штатів Монтана і Вайомінг проходять уздовж меридіана, що лежить на 27 градусів західніше Вашингтонського меридіана, паралельно 104-му меридіану західної довготи, за кілька миль на захід від нього. В Колорадо 104-й меридіан західної довготи приблизно визначає східну межу височин, що лежать за Скелястими горами.
104-й меридіан західної довготи формує велике коло разом із 76-тим меридіаном східної довготи.

## Список географічних об'єктів, що перетинає 104° зх. д.
Починаючи на Північному полюсі та рухаючись до Південного полюса, 104-й меридіан західної довготи проходить через:
| Координати                                                   | Країна, територія або море | Примітки                                                            |
| ------------------------------------------------------------ | -------------------------- | ------------------------------------------------------------------- |
| 90°0′ пн. ш. 104°0′ зх. д. / 90.000° пн. ш. 104.000° зх. д.  | Північний Льодовитий океан |                                                                     |
| 79°22′ пн. ш. 104°0′ зх. д. / 79.367° пн. ш. 104.000° зх. д. | Канада                     | Нунавут — проходить через острів Еллеф-Рінгнес                      |
| 78°14′ пн. ш. 104°0′ зх. д. / 78.233° пн. ш. 104.000° зх. д. | Протока Маклін[en]         |                                                                     |
| 77°9′ пн. ш. 104°0′ зх. д. / 77.150° пн. ш. 104.000° зх. д.  | Канада                     | Нунавут — проходить через острів Едмунда Волкера[en]                |
| 77°7′ пн. ш. 104°0′ зх. д. / 77.117° пн. ш. 104.000° зх. д.  | Протока Десбаратс[en]      |                                                                     |
| 76°40′ пн. ш. 104°0′ зх. д. / 76.667° пн. ш. 104.000° зх. д. | Канада                     | Нунавут — проходить через острови Камерон і Ваньє                   |
| 76°2′ пн. ш. 104°0′ зх. д. / 76.033° пн. ш. 104.000° зх. д.  | Протока Баям-Мартін[en]    | Проходить західніше островів Массі і Марк[en], Нунавут, Канада      |
| 75°40′ пн. ш. 104°0′ зх. д. / 75.667° пн. ш. 104.000° зх. д. | Протока Остін[en]          |                                                                     |
| 75°24′ пн. ш. 104°0′ зх. д. / 75.400° пн. ш. 104.000° зх. д. | Канада                     | Нунавут — проходить через острів Байам-Мартін                       |
| 75°3′ пн. ш. 104°0′ зх. д. / 75.050° пн. ш. 104.000° зх. д.  | Протока Паррі              | Протока Віконта Мелвілла                                            |
| 73°25′ пн. ш. 104°0′ зх. д. / 73.417° пн. ш. 104.000° зх. д. | Протока Мак-Клінток        |                                                                     |
| 70°46′ пн. ш. 104°0′ зх. д. / 70.767° пн. ш. 104.000° зх. д. | Канада                     | Нунавут — проходить через острів Вікторія                           |
| 68°52′ пн. ш. 104°0′ зх. д. / 68.867° пн. ш. 104.000° зх. д. | Затока Королеви Мод        |                                                                     |
| 68°3′ пн. ш. 104°0′ зх. д. / 68.050° пн. ш. 104.000° зх. д.  | Канада                     | Нунавут Північно-Західні території Саскачеван                       |
| 49°0′ пн. ш. 104°0′ зх. д. / 49.000° пн. ш. 104.000° зх. д.  | США                        | Північна Дакота Південна Дакота Небраска Колорадо Нью-Мексико Техас |
| 29°18′ пн. ш. 104°0′ зх. д. / 29.300° пн. ш. 104.000° зх. д. | Мексика                    | Чіуауа Дуранго Сакатекас Халіско Наярит Халіско Коліма              |
| 18°53′ пн. ш. 104°0′ зх. д. / 18.883° пн. ш. 104.000° зх. д. | Тихий океан                |                                                                     |
| 60°0′ пд. ш. 104°0′ зх. д. / 60.000° пд. ш. 104.000° зх. д.  | Південний океан            |                                                                     |
| 74°44′ пд. ш. 104°0′ зх. д. / 74.733° пд. ш. 104.000° зх. д. | Антарктида                 | Проходить через Землю Мері Берд, на яку жодна країна не претендує   |